# 엔프로필린
엔프로필린(Enprofylline, 3-propylxanthine)은 천식 치료에 사용되는 잔틴 파생물로서 기관지 확장제 역할을 한다. 상대적으로 무차별 항아데노신 수용체의 역할은 거의 하지 않으면서 주로 경쟁력있는 무차별 포스포다이에스터레이스 억제제의 역할을 한다.